# El Matadero, Sinaloa
El Matadero är en ort i Mexiko.   Den ligger i kommunen Rosario och delstaten Sinaloa, i den centrala delen av landet, 800 km nordväst om huvudstaden Mexico City. El Matadero ligger 9 meter över havet och antalet invånare är 718.
Terrängen runt El Matadero är platt åt sydväst, men åt nordost är den kuperad. Runt El Matadero är det glesbefolkat, med 15 invånare per kvadratkilometer. Närmaste större samhälle är Agua Verde, 13,7 km sydost om El Matadero. Omgivningarna runt El Matadero är en mosaik av jordbruksmark och naturlig växtlighet.